# Цевы (Шишацкий район)
Цевы (укр. Цьови) — село,
Великобузовский сельский совет,
Шишацкий район,
Полтавская область,
Украина.
Код КОАТУУ — 5325780508. Население по переписи 2001 года составляло 41 человек.

## Географическое положение
Село Цевы примыкает к селу Григоровщина.
Рядом проходит автомобильная дорога Т-1720.